# Emmanuel‑Charles Bénézit

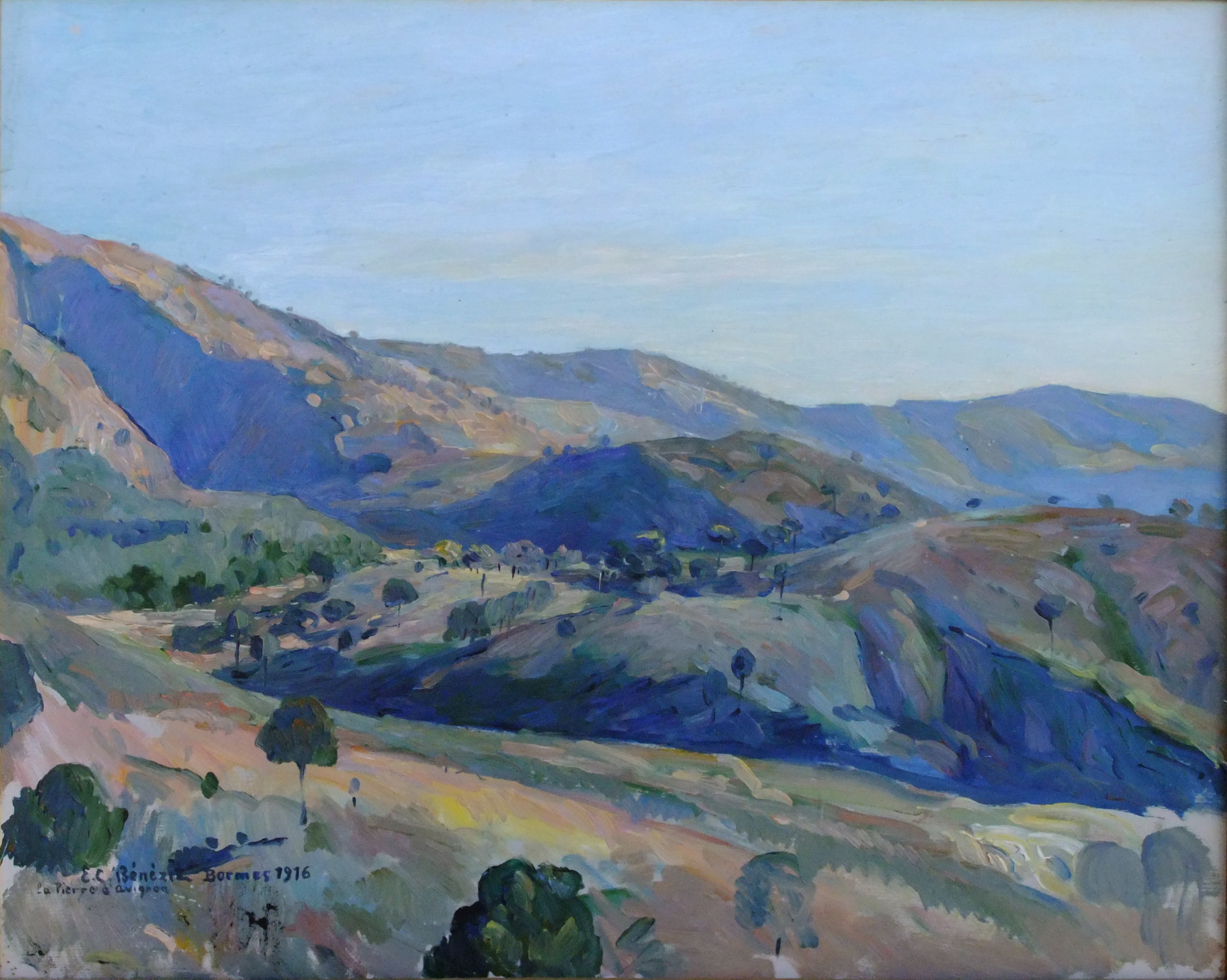
Emmanuel-Charles Bénézit: La pierre d’Avenon (1916). Musée d’Histoire et d’Art de Bormes, Var

Emmanuel-Charles Bénézit (* 28. November 1887 in Paris; † 17. Oktober 1975 in Hyères) war ein französischer Maler, Zeichner, Graveur und Kunstkurator.

## Leben
Emmanuel-Charles Bénézit wurde 1887 in Paris als Sohn des Kunsthändlers und Herausgebers des Dictionnaire Bénézit, Emmanuel Bénézit, und als Enkel des Musikers Charles Bénézit, Freund Victor Hugos, geboren. Er malte bereits im Alter von sechs Jahren, wuchs in Paris auf und stand in engem Kontakt mit Camille Pissarro und Alfred Sisley, die ihn in seinem Elternhaus häufig besuchten. Er verbrachte viel Zeit in Museen, studierte die klassischen Meister und skizzierte unablässig in seinen zahlreichen Notizbüchern. Nach einer Lungeninfektion wurde er 1915 aus dem Kriegsdienst entlassen. Er zog in den Süden Frankreichs, zunächst nach Gassin, dann nach Bormes-les-Mimosas, wo er 1926 ein Museum gründete und erster ehrenamtlicher Kurator war. Ab 1930 ließ er sich schließlich in Hyères nieder, wo er bis zu seinem Tod am 17. Oktober 1975 lebte und arbeitete.

## Werk
Sein Œuvre umfasst Ölgemälde, Aquarelle, Zeichnungen und Druckgrafiken. Bereits in jungen Jahren zeichnete er sich durch eine hohe Beherrschung der Zeichenkunst aus, die sich durch intensive Farbgebung und ausgeprägte Naturdarstellungen auszeichnet. Sein Stil ist geprägt von der engen Verbindung zwischen realer Naturbeobachtung und fantasievollen, oft mythologisch oder religiös inspirierten Kompositionen. Charakteristisch sind dabei lebendige Farben, expressive Kraft und das harmonische Verhältnis zwischen Mensch und Natur. Er variierte seine Technik im Laufe der Jahre, bewahrte jedoch stets seine meisterhafte Beherrschung von Farbe und Linie.
Er stellte regelmäßig in Pariser Salons aus, darunter im Salon des Indépendants (1907–1928), im Salon d’Automne (1922–1933) und im Salon des Tuileries (1926–1938). Eine bedeutende Einzelausstellung im Jahr 1938 in der Galerie Gérard wurde von Louis Vauxcelles positiv besprochen. In Bormes-les-Mimosas war er bis zu seinem Lebensende künstlerisch aktiv – seine Landschaften spiegeln die Lichtverhältnisse des Südens wider. Von 2022 bis 2023 wurden im Musée d’Histoire et d’Art local (MHAB) in Bormes über 70 Werke aus seinem Schaffen in einer Retrospektive präsentiert.